# ジョージ・マウントバッテン (第4代ミルフォード・ヘイヴン侯爵)
第4代ミルフォード・ヘイブン侯爵ジョージ・アイヴァー・ルイス・マウントバッテン（英: George Ivar Louis Mountbatten , 4th Marquess of Milford Haven、1961年6月6日 - ）は、イギリスの貴族、実業家、広義のイギリス王族。イギリス国王チャールズ3世の又従弟にあたる。

## 経歴
第3代ミルフォード・ヘイヴン侯爵デイヴィッド・マウントバッテンと後妻ジャネット・メルセデス・ブライスの長男として生まれる。
祖母の第2代ミルフォード・ヘイヴン侯爵夫人ナデジダ・ミハイロヴナ・ド・トービーを通じてロシア帝国の女帝エカチェリーナ2世やロシアの詩人アレクサンドル・プーシキンを祖先に持つ。1970年に父の死去に伴って爵位を継承した。
弟のアイヴァー・マウントバッテンは2016年に広義のイギリス王族として初めて両性愛者であることを公表し、2018年には広義のイギリス王族として初となる同性婚をしたことで知られている。

## 家族
1989年3月8日に最初の妻サラ・ジョージナ・ウォーカー（1961年11月17日 - ）と結婚し、一男一女をもうけた（1996年に離婚）。
- タチアナ・ヘレン・ジョージア（1990年4月16日 - ） - 2022年1月にアレクサンダー・ドルー[注釈 2]との婚約を発表した。[2]

- ヘンリー・デイヴィッド・ルイス（1991年10月19日 - ） - メディナ伯爵（儀礼称号）。

1997年8月20日にクレア・ハステッド・スチール（1960年9月2日 - ）と結婚した。